# Rallye d'Argentine 2017
Le Rallye d'Argentine 2017 est le 5e rallye du Championnat du monde des rallyes 2017. Il se déroule normalement sur 18 épreuves spéciales. Thierry Neuville et Nicolas Gilsoul, au volant d'une Hyundai i20 Coupe WRC, remportent le rallye lors de l’ultime spéciale en devançant Elfyn Evans et Daniel Barritt (en) de seulement 0 s 7.

## Déroulement de l’épreuve

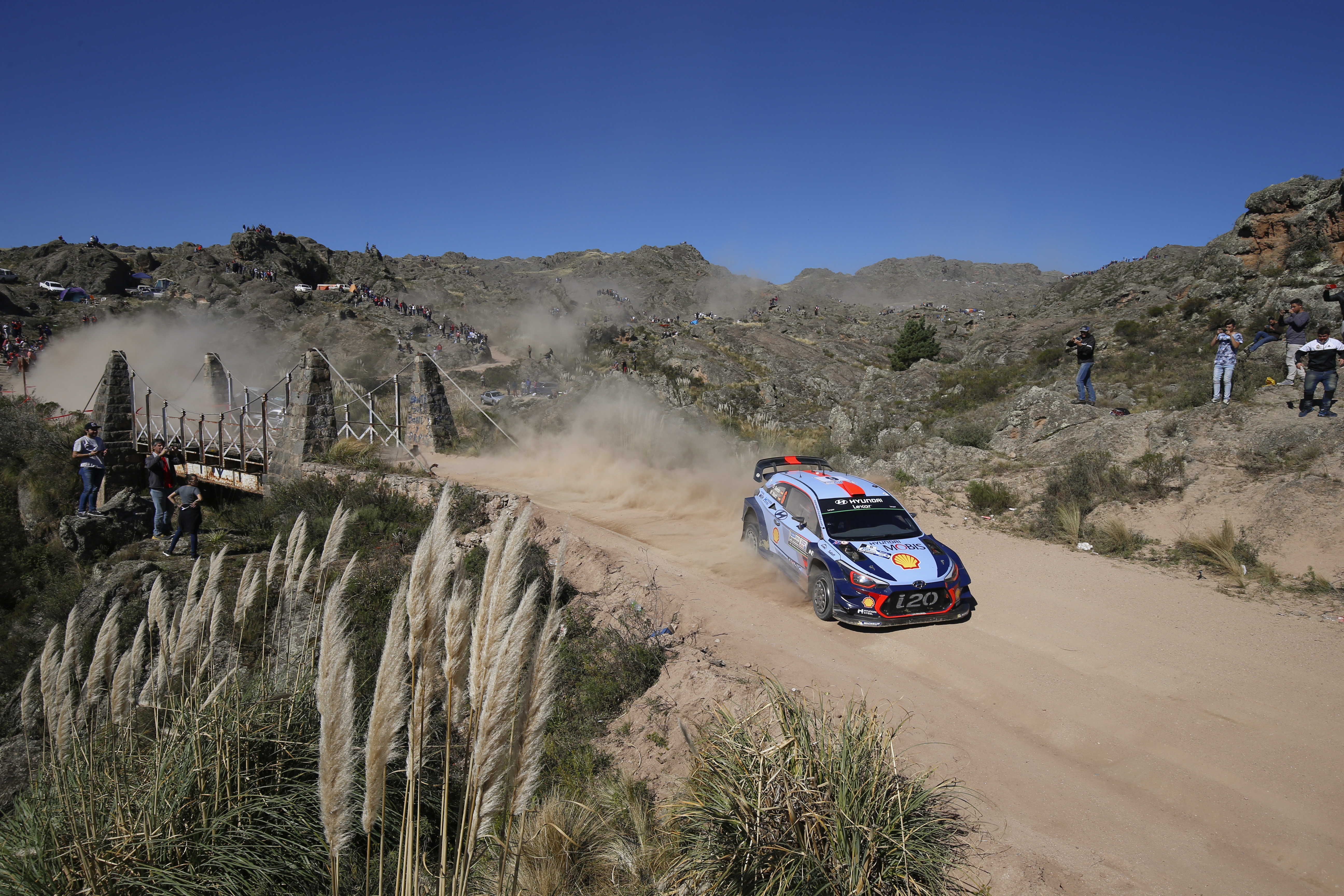
Dani Sordo durant le rallye.

## Participants
| Engagés notables           | Engagés notables | Engagés notables   | Engagés notables   | Engagés notables      | Engagés notables            | Engagés notables |
| No.                        | Classe           | Pilote             | Copilote           | Voiture               | Engagé                      | Pneus            |
| -------------------------- | ---------------- | ------------------ | ------------------ | --------------------- | --------------------------- | ---------------- |
| 1                          | WRC              | Sébastien Ogier    | Julien Ingrassia   | Ford Fiesta WRC       | M-Sport World Rally Team    | M                |
| 2                          | WRC              | Ott Tänak          | Martin Järveoja    | Ford Fiesta WRC       | M-Sport World Rally Team    | M                |
| 3                          | WRC              | Elfyn Evans        | Daniel Barritt     | Ford Fiesta WRC       | M-Sport World Rally Team    | D                |
| 4                          | WRC              | Hayden Paddon      | John Kennard       | Hyundai i20 Coupe WRC | Hyundai Motorsport          | M                |
| 5                          | WRC              | Thierry Neuville   | Nicolas Gilsoul    | Hyundai i20 Coupe WRC | Hyundai Motorsport          | M                |
| 6                          | WRC              | Dani Sordo         | Marc Martí         | Hyundai i20 Coupe WRC | Hyundai Motorsport          | M                |
| 7                          | WRC              | Kris Meeke         | Paul Nagle         | Citroën C3 WRC        | Citroën Total Abu Dhabi WRT | M                |
| 8                          | WRC              | Craig Breen        | Scott Martin       | Citroën C3 WRC        | Citroën Total Abu Dhabi WRT | M                |
| 10                         | WRC              | Jari-Matti Latvala | Miikka Anttila     | Toyota Yaris WRC      | Toyota GAZOO Racing WRC     | M                |
| 11                         | WRC              | Juho Hänninen      | Kaj Lindström      | Toyota Yaris WRC      | Toyota GAZOO Racing WRC     | M                |
| 14                         | WRC              | Mads Østberg       | Ola Fløene         | Ford Fiesta WRC       | M-Sport World Rally Team    | M                |
| 15                         | WRC              | Valeriy Gorban     | Sergey Larens      | BMW-Mini JCW          | Eurolamp WRT                | P                |
| 31                         | WRC-2            | Pontus Tidemand    | Jonas Andersson    | Škoda Fabia R5 (en)   | Škoda Motorsport            | M                |
| 32                         | WRC-2            | Benito Guerra Jr.  | Daniel Cué         | Škoda Fabia R5 (en)   | Motorsport Italia SRL       | M                |
| 33                         | WRC-2            | Pedro Heller       | Pablo Olmos        | Ford Fiesta R5        | Pedro Heller                | M                |
| 34                         | WRC-2            | Hubert Ptaszek     | Maciek Szczepaniak | Škoda Fabia R5 (en)   | Orlen Team                  | M                |
| 35                         | WRC-2            | Gustavo Saba       | Fernando Mussano   | Škoda Fabia R5 (en)   | Gustavo Saba                | D                |
| 36                         | WRC-2            | Juan Carlos Alonso | Matías Mercadal    | Škoda Fabia R5 (en)   | Juan Carlos Alonso          | D                |
| 37                         | WRC              | Lorenzo Bertelli   | Simone Scattolin   | Ford Fiesta WRC       | M-Sport World Rally Team    | M                |
| Fuente: rallyargentina.com |                  |                    |                    |                       |                             |                  |

| Clé   | Clé                                                                             |
| Icône | Classe                                                                          |
| ----- | ------------------------------------------------------------------------------- |
| WRC   | Engagés WRC éligibles pour marquer des points au classement constructeurs       |
| WRC   | Engagés majeurs inéligibles pour marquer des points au classement constructeurs |
| WRC   | Enregistrés pour marquer des points dans le Trophée WRC                         |
| WRC-2 | Enregistrés pour marquer des points dans le championnat WRC-2                   |

## Résultats

### Classement final
| 1                | WRC   | Thierry Neuville   | Nicolas Gilsoul    | Hyundai i20 Coupe WRC | Hyundai Motorsport       | M | 3 h 38 min 10 s 6 |
| 2                | WRC   | Elfyn Evans        | Daniel Barritt     | Ford Fiesta WRC       | M-Sport World Rally Team | D | +0 s 7            |
| 3                | WRC   | Ott Tänak          | Martin Järveoja    | Ford Fiesta WRC       | M-Sport World Rally Team | M | +29 s 9           |
| 4                | WRC   | Sébastien Ogier    | Julien Ingrassia   | Ford Fiesta WRC       | M-Sport World Rally Team | M | +1 min 24 s 7     |
| 5                | WRC   | Jari-Matti Latvala | Miikka Anttila     | Toyota Yaris WRC      | Toyota GAZOO Racing WRC  | M | +1 min 48 s 1     |
| 6                | WRC   | Hayden Paddon      | John Kennard       | Hyundai i20 Coupe WRC | Hyundai Motorsport       | M | +7 min 42 s 7     |
| 7                | WRC   | Juho Hänninen      | Kaj Lindström      | Toyota Yaris WRC      | Toyota GAZOO Racing WRC  | M | +11 min 16 s 9    |
| 8                | WRC   | Dani Sordo         | Marc Martí         | Hyundai i20 Coupe WRC | Hyundai Motorsport       | M | +14 min 44 s 1    |
| 9                | WRC   | Mads Østberg       | Ola Fløene         | Ford Fiesta WRC       | M-Sport World Rally Team | M | +15 min 11 s 3    |
| 10               | WRC-2 | Pontus Tidemand    | Jonas Andersson    | Škoda Fabia R5 (en)   | Škoda Motorsport         | M | +17 min 32 s 1    |
| Classement WRC-2 |       |                    |                    |                       |                          |   |                   |
| 1 (10.)          | WRC-2 | Pontus Tidemand    | Jonas Andersson    | Škoda Fabia R5 (en)   | Škoda Motorsport         | M | 3 h 55 min 42 s 7 |
| 2 (11.)          | WRC-2 | Juan Carlos Alonso | Matías Mercadal    | Škoda Fabia R5 (en)   | Juan Carlos Alonso       | D | +10 min 11 s 3    |
| 3 (12.)          | WRC-2 | Benito Guerra Jr.  | Daniel Cué         | Škoda Fabia R5 (en)   | MotorSport Italia        | M | +43 min 05 s 5    |
| 4 (13.)          | WRC-2 | Gustavo Saba       | Fernando Mussano   | Škoda Fabia R5 (en)   | Gustavo Saba             | D | +50 min 14 s 6    |
| 5 (14.)          | WRC-2 | Hubert Ptaszek     | Maciek Szczepaniak | Škoda Fabia R5 (en)   | Orlen Team               | M | +52 min 27 s 5    |

### Spéciales chronométrées
| Étape   | Spéciale | Nom                                    | Longueur | Vainqueur                  | Voiture                               | Temps         | Meneur du rallye |
| ------- | -------- | -------------------------------------- | -------- | -------------------------- | ------------------------------------- | ------------- | ---------------- |
| Étape 1 | SS1      | SSS Ciudad de Cordoba                  | 1,75 km  | Sébastien Ogier            | Ford Fiesta WRC                       | 1 min 53 s 8  | Sébastien Ogier  |
| Étape 1 | SS2      | San Agustin - Villa General Belgrano 1 | 19,95 km | Elfyn Evans                | Ford Fiesta WRC                       | 12 min 42 s 3 | Elfyn Evans      |
| Étape 1 | SS3      | Amboy - Santa Monica 1                 | 20,44 km | Elfyn Evans                | Ford Fiesta WRC                       | 10 min 18 s 8 | Elfyn Evans      |
| Étape 1 | SS4      | Santa Rosa - San Agustin 1             | 23,85 km | Elfyn Evans                | Ford Fiesta WRC                       | 13 min 44 s 8 | Elfyn Evans      |
| Étape 1 | SS5      | SSS Fernet Branca 1                    | 6,04 km  | Elfyn Evans                | Ford Fiesta WRC                       | 4 min 43 s 5  | Elfyn Evans      |
| Étape 1 | SS6      | San Agustin - Villa General Belgrano 2 | 19,95 km | Elfyn Evans                | Ford Fiesta WRC                       | 12 min 35 s 9 | Elfyn Evans      |
| Étape 1 | SS7      | Amboy - Santa Monica 2                 | 20,44 km | Elfyn Evans Hayden Paddon  | Ford Fiesta WRC Hyundai i20 Coupe WRC | 10 min 21 s 1 | Elfyn Evans      |
| Étape 1 | SS8      | Santa Rosa - San Agustin 2             | 23,85 km | Hayden Paddon              | Hyundai i20 Coupe WRC                 | 13 min 39 s 0 | Elfyn Evans      |
| Étape 1 | SS9      | SSS Fernet Branca 2                    | 6,04 km  | Thierry Neuville           | Hyundai i20 Coupe WRC                 | 4 min 49 s 4  | Elfyn Evans      |
| Étape 2 | SS10     | Tanti - Villa Bustos 1                 | 20,08 km | Elfyn Evans                | Ford Fiesta WRC                       | 11 min 00 s 2 | Elfyn Evans      |
| Étape 2 | SS11     | Los Gigantes - Cantera El Condor 1     | 38,68 km | Kris Meeke                 | Citroën C3 WRC                        | 20 min 01 s 6 | Elfyn Evans      |
| Étape 2 | SS12     | Boca del Arroyo - Bajo del Pungo 1     | 20,52 km | Kris Meeke                 | Citroën C3 WRC                        | 13 min 18 s 2 | Elfyn Evans      |
| Étape 2 | SS13     | Tanti - Villa Bustos 2                 | 20,08 km | Ott Tänak                  | Ford Fiesta WRC                       | 10 min 47 s 9 | Elfyn Evans      |
| Étape 2 | SS14     | Los Gigantes - Cantera El Condor 2     | 38,68 km | Ott Tänak Thierry Neuville | Ford Fiesta WRC Hyundai i20 Coupe WRC | 19 min 45 s 5 | Elfyn Evans      |
| Étape 2 | SS15     | Boca del Arroyo - Bajo del Pungo 2     | 20,52 km | Thierry Neuville           | Hyundai i20 Coupe WRC                 | 12 min 59 s 5 | Elfyn Evans      |
| Étape 3 | SS16     | El Condor - Copina                     | 16,32 km | Ott Tänak                  | Ford Fiesta WRC                       | 13 min 07 s 0 | Elfyn Evans      |
| Étape 3 | SS17     | Mina Clavero - Giulio Cesare           | 22,64 km | Thierry Neuville           | Hyundai i20 Coupe WRC                 | 18 min 05 s 0 | Elfyn Evans      |
| Étape 3 | SS18     | El Condor (Power Stage)                | 16,32 km | Thierry Neuville           | Hyundai i20 Coupe WRC                 | 13 min 00 s 1 | Thierry Neuville |

### Super spéciale
La super spéciale est une spéciale de 16,32 km courue à la fin du rallye.
| Pos. | Pilote             | Copilote         | Équipe                | Temps         | Différence | Points |
| ---- | ------------------ | ---------------- | --------------------- | ------------- | ---------- | ------ |
| 1    | Thierry Neuville   | Nicolas Gilsoul  | Hyundai i20 Coupe WRC | 13 min 00 s 1 |            | 5      |
| 2    | Elfyn Evans        | Daniel Barritt   | Ford Fiesta WRC       | 13 min 01 s 4 | +1 s 3     | 4      |
| 3    | Ott Tänak          | Martin Järveoja  | Ford Fiesta WRC       | 13 min 02 s 8 | +2 s 7     | 3      |
| 4    | Sébastien Ogier    | Julien Ingrassia | Ford Fiesta WRC       | 13 min 04 s 3 | +4 s 2     | 2      |
| 5    | Jari-Matti Latvala | Miikka Anttila   | Toyota Yaris WRC      | 13 min 08 s 5 | +8 s 4     | 1      |

## Classements au championnat après l'épreuve
|  | Pos. | Pilote             | Points |
|  | ---- | ------------------ | ------ |
|  | 1    | Sébastien Ogier    | 102    |
|  | 2    | Jari-Matti Latvala | 86     |
|  | 3    | Thierry Neuville   | 84     |
|  | 4    | Ott Tänak          | 66     |
|  | 5    | Dani Sordo         | 51     |

|  | Pos. | Constructeur                | Points |
|  | ---- | --------------------------- | ------ |
|  | 1    | M-Sport World Rally Team    | 162    |
|  | 2    | Hyundai Motorsport          | 140    |
|  | 3    | Toyota Gazoo Racing WRT     | 99     |
|  | 4    | Citroën Total Abu Dhabi WRT | 71     |